# Meest begunstigde natie
Het principe van de meest begunstigde natie (MBN, of most favoured nation, MFN) is dat handelsvoordelen die aan een overeenkomstsluitende partij worden toegekend, op gelijke voet aan alle overeenkomstsluitende partijen worden toegekend. Daarmee wordt een bilateraal verdrag een multilateraal verdrag en is het onmogelijk om te discrimineren door handelsvoordelen toe te kennen aan slechts een of enkele staten. Als elk land zich hieraan houdt, moet het op de lange termijn voor iedereen profijtelijk zijn en handelsconflicten beperken. Handelsvoordelen kunnen een beperking van douanerechten zijn, maar ook beperking van niet-tarifaire belemmeringen als invoerquota.
Dit principe met zijn impliciete wederkerigheid is dusdanig belangrijk in de internationale handel dat de Wereldhandelorganisatie (WTO) het als eerste grondbeginsel heeft opgenomen in de Algemene Overeenkomst betreffende tarieven en handel (GATT). Hun leden zijn hierdoor verplicht alle mede-leden op dezelfde manier te behandelen. Wie een ander lid een voordeel geeft, is dus automatisch verplicht dat voor de andere landen te doen.

## Internationale handel
Vrijhandel zou volgens het absoluut en comparatief voordeel binnen bepaalde voorwaarden de maximale efficiëntie opleveren. Volgens de theorie van de vrijhandel zouden er dus helemaal geen handelsbelemmeringen moeten zijn, waarmee ook de noodzaak voor het MFN-principe zou verdwijnen. Aan die voorwaarden wordt echter nooit voldaan en in bepaalde situaties levert protectionisme dan ook wel degelijk voordeel op. Dit was de grondslag voor het mercantilisme, terwijl onder meer de fasentheorie van Rostow stelt dat niet elk land zich in dezelfde fase van ontwikkeling bevindt, waarmee ontwikkelingslanden een nadeel ondervinden ten opzichte van ontwikkelde landen. Centrum-periferiemodellen als de wereld-systeemtheorie en de dependencia-theorie stellen juist dat het kerngebied zich verrijkt door zich de overschotten van de periferie toe te eigenen.
Jacob Viner wees er echter in 1931 in Cost Curves and Supply Curves al op dat zelfs als discriminerende tarieven voordelig zijn, deze gepaard gaan met kosten voor zowel bedrijven als overheden, gezien de administratie die gepaard gaat met de richtlijnen van oorsprong om het land van oorsprong bij te houden met een certificaat van oorsprong, zeker als een product in meerdere landen wordt samengesteld. Met MFN verdwijnt die noodzaak.
Ook zijn beleidsmakers door MFN minder vatbaar voor de lobby van producenten die specifieke tarieven verlangen waar consumenten juist niet gebaat bij zouden zijn. Ook worden door de wederkerigheid de ruilvoeteffecten verminderd. Zonder MFN zou veel vaker sprake zijn van een beggar-thy-neighbour-politiek die door grensoverschrijdende effecten ook lokale prijzen zou beïnvloeden. Door dit alles maakt het MFN-principe de wereldhandel stabieler.

### Onderhandelingen
Ook het onderhandelingsproces om tot een handelsverdrag te komen, wordt vereenvoudigd. De afspraken die bij een bilateraal verdrag tussen land A en land B zijn gemaakt, kunnen van minder belang worden voor land A als land B vervolgens met land C gunstiger voorwaarden overeenkomt. In die wetenschap zal land A minder toegeven in de eerste overeenkomst. MFN neemt dit gevaar weg, zodat al directe een optimale overeenkomst gesloten kan worden.
Er bestaan bij het MFN-principe enkele risico's. Foot-dragging of opzettelijk vertragen kan optreden als overeenkomsten met verschillende landen niet tegelijkertijd overeen worden gekomen. Het kan dan lonen om af te wachten tot andere landen tot een overeenkomst zijn gekomen. De afspraken uit die overeenkomst zijn dan automatisch onderdeel van toekomstige overeenkomsten met die landen, zonder dat daarvoor concessies zijn gedaan. Om dit free-rider-gedrag te voorkomen, werd in de Amerikaanse Reciprocal Trade Agreements Act (RTAA) de principal supplier-regel opgenomen, waarbij het land dat als hoofdleverancier van een zeker artikel gold, de eerste onderhandelaar was. Dit principe werd gebruikt bij de eerste GATT-rondes. Bij de Uruguayronde werd afgesproken om gelijktijdig overeenstemming te bereiken. In de praktijk blijft het echter een gevaar, doordat bij complexe overeenkomsten deelafspraken nodig zijn die eerder onderhandeld zijn.
Hoewel het free-rider-effect de onderhandelingsmacht kan verbeteren van kleinere landen en uitstelgedrag ook voor het betreffende land als nadeel heeft dat het verdere liberalisering vertraagt, lijkt het die liberalisering inderdaad vertraagd te hebben. Dit lijkt er aan bij te dragen dat ontwikkelde landen daarom terughoudender zijn om concessie te doen aan veronderstelde free-riding ontwikkelingslanden.
Wederkerigheid moest voorkomen worden dat het MFN-principe zou leiden tot  bij enkele landen. Een oplossing kan zijn om collectief een formule af te spreken, zoals de Zwitserse formule, een tariefverlagende niet-lineaire formule waarbij hogere heffingen meer worden afgebouwd dan lagere heffingen.

### Andere effecten
Aangezien markten altijd onvolkomen concurrentie kennen, zullen de partijen met marktmacht een surpluswinst verkrijgen. Landen die hier nadeel van ondervinden, kunnen proberen dit met douaneheffingen ten dele goed te maken. Hierdoor kan een verschuiving optreden waarbij de meest efficiënte partij wordt gestraft voor zijn efficiëntie en marktaandeel verliest aan een minder efficiënte partij. Deze discriminatie is niet toegestaan volgens het MFN-principe, zodat wereldwijd de efficiëntie zou moeten verbeteren. Minder sterke partijen en het importerende land ondervinden hier echter nadeel van, wat een aanleiding kan zijn om tot preferentiële handelsovereenkomsten te komen, of om asymmetrische concessies toe te laten zoals via het algemeen preferentieel systeem (APS, of generalized system of preferences, GSP), sinds de Tokioronde onderdeel van de GATT.

## Uitzonderingen
De GATT maakt een uitzondering voor regionale handelsovereenkomsten (RTA's), vrijhandelszones (FTA's) en douane-unies als de Europese Unie (EU) en de Noord-Amerikaanse Vrijhandelsovereenkomst (NAFTA). Voor ontwikkelingslanden is er de bijzondere en gedifferentieerde behandeling (S&D).

## Geschiedenis
Het principe werd al in de twaalfde eeuw gebruikt, terwijl de term voor het eerst aan het einde van de zeventiende eeuw in Europa in gebruik kwam. Het principe was aanvankelijk beperkt tot een kleine groep landen, maar breidde geleidelijk uit. Daarmee kwam langzaam een einde aan het mercantilisme met zijn nulsom-opvatting dat tot dan toe voor veel Europese landen de leidende politiek was.
In deze periode werd het onvoorwaardelijke principe gebruikt, waarbij geen directe wederkerigheid werd geëist. De eerste voorwaardelijke MFN-clausule stond in het eerste verdrag van de Verenigde Staten, het Verdrag van Vriendschap en Handel tussen de Verenigde Staten en Frankrijk uit 1778, en de voorwaardelijke variant werd in de eerste helft van de negentiende eeuw veel gebruikt. Met de opkomst van het liberalisme in de tweede helft van de eeuw keerde ook de onvoorwaardelijke variant terug, al zou dat voor de Verenigde Staten nog tot 1923 duren, al betrof het een gering aantal verdragen. Dat de Verenigde Staten gebruikmaakten van de voorwaardelijke variant, had te maken met hun economische situatie waarbij zij nog onvoldoende onderhandelingsmacht hadden tegenover de koloniale Europese machten. Na de Eerste Wereldoorlog was het echter definitief geen onderontwikkeld land meer en had de onvoorwaardelijke variant het voordeel niet-discriminatoir te zijn om daarmee van andere landen gelijke voorwaarden te kunnen verwachten.
Na de Tweede Wereldoorlog werd dit principe vooral gebruikt bij de GATT die in 1994 uitgroeide tot de Wereldhandelsorganisatie (WTO). In 2025 kwam het principe van de “meest begunstigde natie” in het gedrang door de Importheffingen van de regering-Trump II.